# Kremeriella cordylocarpus
Kremeriella es un género monotípico de fanerógamas perteneciente a la familia Brassicaceae. Su única especie: Kremeriella cordylocarpus es originaria del Norte de África en Argelia y Marruecos.

## Taxonomía
Kremeriella cordylocarpus fue descrita por (Coss. & Durieu) Marie  y publicado en Catalogus Plantarum Horti Camalduensis 2: 293. 1932.
Sinonimia
- Kremeria cordylocarpus Coss. & Durieu basónimo
- Kremeriella cordylocarpus var. trichocarpa Marie	[3]